# Iwa Alexandrowa
Iwa Alexandrowa (bulgarisch Ива Александрова; * 25. März 1994) ist eine bulgarische Hürdenläuferin, die sich auf die 100-Meter-Distanz spezialisiert hat und auch im Siebenkampf an den Start geht.

## Sportliche Laufbahn
Erste internationale Erfahrungen sammelte Iwa Alexandrowa im Jahr 2011, als sie bei den Junioren-Balkan-Meisterschaften in Edirne in 12,95 s den sechsten Platz im 100-Meter-Lauf belegte und auch im Hochsprung mit einer Höhe von 1,54 m auf Rang sechs gelangte. 2013 belegte sie bei den Junioren-Balkan-Meisterschaften in Denizli in 15,72 s den fünften Platz im 100-Meter-Hürdenlauf und wurde mit 5,03 m auch im Weitsprung Fünfte. 2015 klassierte sie sich bei den Balkan-Meisterschaften in Pitești mit 14,69 s auf dem fünften Platz über 100 m Hürden und 2018 gewann sie bei den Balkan-Meisterschaften in Stara Sagora mit 4789 Punkten die Silbermedaill im Siebenkampf hinter der Bosnierin Mladena Petrušić. Im Jahr darauf sicherte sie sich bei den Balkan-Meisterschaften in Prawez mit 4967 Punkten die Bronzemedaille hinter der Ukrainerin Alina Schuch und Beatrice Puiu aus Rumänien und im selben Jahr gelangte sie bei den Europaspielen in Minsk mit 14,22 s auf Rang 22 über 100 m Hürden. 2020 gewann sie bei den Balkan-Meisterschaften in Cluj-Napoca mit 4773 Punkten die Bronzemedaille hinter Alina Schuch und der Rumänin Florentina Budică und mit der bulgarischen 4-mal-100-Meter-Staffel sicherte sie sich in 47,33 s die Silbermedaille hinter dem rumänischen Team. Im Jahr darauf belegte sie bei den Balkan-Meisterschaften in Smederevo mit 4295 Punkten den sechsten Platz und 2022 gelangte sie bei den Balkan-Meisterschaften in Craiova mit 4508 Punkten auf Rang sieben.
In den Jahren 2017 und 2019 sowie 2021 und 2022 wurde Alexandrowa bulgarische Meisterin im Siebenkampf sowie 2022 auch im 100-Meter-Hürdenlauf. Zudem wurde sie 2017 und 2019 Hallenmeisterin im Fünfkampf sowie 2016 über 60 m Hürden.

## Persönliche Bestleistungen
- 100 m Hürden: 13,87 s (+0,5 m/s), 13. Juli 2019 in Plowdiw
  - 60 m Hürden (Halle): 8,58 s, 9. Februar 2019 in Sofia
- Siebenkampf: 4967 Punkte, 3. September 2019 in Prawez
  - Fünfkampf (Halle): 3581 Punkte, 9. Februar 2019 in Sofia